# Queen Forever
Queen Forever är ett samlingsalbum av det brittiska rockbandet Queen, utgivet 2014. Albumet innehåller låtar som bandet hade "glömt" och som sjungs av Freddie Mercury. Den ursprungliga basisten John Deacon medverkar också på albumet.

## Låtlista (CD-versionerna)

### Standard Edition
| Nr           | Titel                                                         | Kompositör                          | Originalalbum                          | Längd |
| ------------ | ------------------------------------------------------------- | ----------------------------------- | -------------------------------------- | ----- |
| 1.           | Let Me in Your Heart Again (2014 Remaster)                    | Brian May                           | Anita Dobson: Talking of Love          | 4:31  |
| 2.           | Love Kills (2014 Remaster)                                    | Freddie Mercury/Giorgio Moroder     | Giorgio Moroder: Metropolis Soundtrack | 4:12  |
| 3.           | There Must Be More to Life Than This (with Michael Jackson)   | Mercury                             | Freddie Mercury: Mr. Bad Guy           | 3:20  |
| 4.           | It's a Hard Life (2011 Remaster)                              | Mercury                             | The Works                              | 4:06  |
| 5.           | You're My Best Friend (2011 Remaster)                         | John Deacon                         | A Night at the Opera                   | 2:52  |
| 6.           | Love of My Life (2014 Remaster / Early Fade)                  | Mercury                             | A Night at the Opera                   | 3:33  |
| 7.           | Drowse (2011 Remaster / Early Fade)                           | Roger Taylor                        | A Day at the Races                     | 3:38  |
| 8.           | Long Away (2011 Remaster)                                     | May                                 | A Day at the Races                     | 3:32  |
| 9.           | Lily of the Valley (2014 Remaster / Single Version)           | Mercury                             | Sheer Heart Attack                     | 1:39  |
| 10.          | Don't Try So Hard (2011 Remaster)                             | Queen (Mercury)                     | Innuendo                               | 3:39  |
| 11.          | Bijou (2011 Remaster)                                         | Queen (Mercury/May)                 | Innuendo                               | 3:36  |
| 12.          | These Are the Days of Our Lives (2011 Remaster)               | Queen (Taylor)                      | Innuendo                               | 4:14  |
| 13.          | Las Palabras de Amor (The Words of Love) (2011 Remaster)      | May                                 | Hot Space                              | 4:31  |
| 14.          | Who Wants to Live Forever (2011 Remaster)                     | May                                 | A Kind of Magic                        | 5:15  |
| 15.          | A Winter's Tale (2011 Remaster)                               | Queen (Mercury)                     | Made in Heaven                         | 3:48  |
| 16.          | Play the Game (2014 Remaster / No Synthesizer Intro)          | Mercury                             | The Game                               | 3:14  |
| 17.          | Save Me (2011 Remaster)                                       | May                                 | The Game                               | 3:46  |
| 18.          | Somebody to Love (2014 Remaster / Early Fade)                 | Mercury                             | A Day at the Races                     | 4:52  |
| 19.          | Too Much Love Will Kill You (2011 Remaster)                   | May, Frank Musker, Elizabeth Lamers | Made in Heaven                         | 4:19  |
| 20.          | Crazy Little Thing Called Love (2011 Remaster)                | Mercury                             | The Game                               | 2:43  |
| 21.          | I Was Born to Love You (Japanese Bonus Track) (2011 Remaster) | Mercury                             | Made In Heaven                         | 4:49  |
| Total längd: | Total längd:                                                  | Total längd:                        | Total längd:                           | 75:03 |

### Deluxe Edition
| 1.           | Let Me In Your Heart Again (2014 Remaster)                        | Brian May                       | Anita Dobson: Talking of Love          | 4:31  |
| 2.           | Love Kills (2014 Remaster)                                        | Freddie Mercury/Giorgio Moroder | Giorgio Moroder: Metropolis Soundtrack | 4:12  |
| 3.           | There Must Be More to Life Than This (with Michael Jackson)       | Mercury                         | Freddie Mercury: Mr. Bad Guy           | 3:20  |
| 4.           | Play the Game (2014 Remaster / No Synthesizer Intro)              | Mercury                         | The Game                               | 3:14  |
| 5.           | Dear Friends (2011 Remaster)                                      | May                             | Sheer Heart Attack                     | 1:08  |
| 6.           | You're My Best Friend (2011 Remaster)                             | John Deacon                     | A Night at the Opera                   | 2:52  |
| 7.           | Love of My Life (2014 Remaster / Early Fade)                      | Mercury                         | A Night at the Opera                   | 3:33  |
| 8.           | Drowse (2014 Remaster / Early Fade)                               | Roger Taylor                    | A Day at the Races                     | 3:38  |
| 9.           | You Take My Breath Away (2014 Remaster / No Vocal Reprise Ending) | Mercury                         | A Day at the Races                     | 4:38  |
| 10.          | Spread Your Wings (2014 Remaster / Early Fade)                    | Deacon                          | News of the World                      | 4:30  |
| 11.          | Long Away (2011 Remaster)                                         | May                             | A Day at the Races                     | 3:32  |
| 12.          | Lily of the Valley (2014 Remaster / Single Version)               | Mercury                         | Sheer Heart Attack                     | 1:39  |
| 13.          | Don't Try So Hard (2011 Remaster)                                 | Queen (Mercury)                 | Innuendo                               | 3:39  |
| 14.          | Bijou (2011 Remaster)                                             | Queen (Mercury/May)             | Innuendo                               | 3:36  |
| 15.          | These Are the Days of Our Lives (2011 Remaster)                   | Queen (Taylor)                  | Innuendo                               | 4:14  |
| 16.          | Nevermore (2014 Remaster / Slight Edit)                           | Mercury                         | Queen II                               | 1:18  |
| 17.          | Las Palabras de Amor (The Words of Love) (2011 Remaster)          | May                             | Hot Space                              | 4:31  |
| 18.          | Who Wants to Live Forever (2011 Remaster)                         | May                             | A Kind of Magic                        | 5:15  |
| Total längd: | Total längd:                                                      | Total längd:                    | Total längd:                           | 63:03 |

| 1.           | I Was Born To Love You (2011 Remaster)                                       | Mercury                           | Made in Heaven       | 4:49  |
| 2.           | Somebody To Love (2014 Remaster / Early Fade)                                | Mercury                           | A Day at the Races   | 4:52  |
| 3.           | Crazy Little Thing Called Love (2011 Remaster)                               | Mercury                           | The Game             | 2:43  |
| 4.           | Friends Will Be Friends (2011 Remaster)                                      | Mercury/Deacon                    | A Kind of Magic      | 4:06  |
| 5.           | Jealousy (2011 Remaster)                                                     | Mercury                           | Jazz                 | 3:13  |
| 6.           | One Year of Love (2011 Remaster)                                             | Deacon                            | A Kind of Magic      | 4:27  |
| 7.           | A Winter's Tale (2011 Remaster)                                              | Queen (Mercury)                   | Made in Heaven       | 3:48  |
| 8.           | '39 (2014 Remaster / Single Version)                                         | May                               | A Night at the Opera | 3:30  |
| 9.           | Mother Love (2011 Remaster)                                                  | Mercury/May                       | Made in Heaven       | 4:47  |
| 10.          | It's a Hard Life (2011 Remaster)                                             | Mercury                           | The Works            | 4:06  |
| 11.          | Save Me (2011 Remaster)                                                      | May                               | The Game             | 3:46  |
| 12.          | Made in Heaven (2011 Remaster)                                               | Mercury                           | Made in Heaven       | 5:25  |
| 13.          | Too Much Love Will Kill You (2011 Remaster)                                  | May/Frank Musker/Elizabeth Lamers | Made in Heaven       | 4:20  |
| 14.          | Sail Away Sweet Sister (2011 Remaster)                                       | May                               | The Game             | 3:33  |
| 15.          | The Miracle (2014 Remaster / Crossfade)                                      | Queen                             | The Miracle          | 4:57  |
| 16.          | Is This the World We Created...? (2014 Remaster / Crossfade)                 | Mercury/May                       | The Works            | 2:12  |
| 17.          | In the Lap of the Gods... Revisited (2011 Remaster)                          | Mercury                           | Sheer Heart Attack   | 3:46  |
| 18.          | Forever (2011 Remaster)                                                      | May                               | A Kind of Magic      | 3:21  |
| 19.          | Teo Torriatte (Let Us Cling Together) (Japanese Bonus Track) (2014 Remaster) | May                               | A Day At The Races   | 5:08  |
| Total längd: | Total längd:                                                                 | Total längd:                      | Total längd:         | 71:41 |

## LP-versionen
Den 18 februari 2015 annonserades det att Queen Forever skulle ges ut i en samlingsbox innehållande 4 LP-skivor med alla låtar från deluxe-versionen samt en extra 12"-singel innehållande låten "Let Me In Your Heart Again (William Orbit Mix)".
| 1.           | Let Me in Your Heart Again                               | Brian May                        | 4:31  |
| 2.           | Love Kills                                               | Freddie Mercury, Giorgio Moroder | 4:12  |
| 3.           | There Must Be More to Life Than This (William Orbit Mix) | Mercury                          | 3:20  |
| 4.           | Play the Game                                            | Mercury                          | 3:14  |
| 5.           | Dear Friends                                             | May                              | 1:08  |
| Total längd: | Total längd:                                             | Total längd:                     | 16:25 |

| 1.           | You're My Best Friend   | John Deacon  | 2:52  |
| 2.           | Love of My Life         | Mercury      | 3:33  |
| 3.           | Drowse                  | Roger Taylor | 3:38  |
| 4.           | You Take My Breath Away | Mercury      | 4:38  |
| 5.           | Spread Your Wings       | Deacon       | 4:30  |
| Total längd: | Total längd:            | Total längd: | 19:11 |

| 1.           | Long Away                       | May                 | 3:32  |
| 2.           | Lily of the Valley              | Mercury             | 1:39  |
| 3.           | Don’t Try So Hard               | Queen (Mercury)     | 3:39  |
| 4.           | Bijou                           | Queen (Mercury/May) | 3:36  |
| 5.           | These Are the Days of Our Lives | Queen (Taylor)      | 4:14  |
| Total längd: | Total längd:                    | Total längd:        | 16:40 |

| 1.           | Nevermore                                | Mercury      | 1:18  |
| 2.           | Las Palabras de Amor (The Words of Love) | May          | 4:31  |
| 3.           | Who Wants to Live Forever                | May          | 5:15  |
| 4.           | I Was Born to Love You                   | Mercury      | 4:49  |
| Total längd: | Total längd:                             | Total längd: | 15:53 |

| 1.           | Somebody to Love               | Mercury        | 4:52  |
| 2.           | Crazy Little Thing Called Love | Mercury        | 2:43  |
| 3.           | Friends Will Be Friends        | Mercury/Deacon | 4:06  |
| 4.           | Jealousy                       | Mercury        | 3:13  |
| Total längd: | Total längd:                   | Total längd:   | 14:54 |

| 1.           | One Year of Love | Deacon          | 4:27  |
| 2.           | A Winter's Tale  | Queen (Mercury) | 3:48  |
| 3.           | ’39              | May             | 3:30  |
| 4.           | Mother Love      | Mercury/May     | 4:47  |
| Total längd: | Total längd:     | Total längd:    | 16:32 |

| 1.           | It's a Hard Life            | Mercury                           | 4:06  |
| 2.           | Save Me                     | May                               | 3:46  |
| 3.           | Made in Heaven              | Mercury                           | 5:25  |
| 4.           | Too Much Love Will Kill You | May/Frank Musker/Elizabeth Lamers | 4:20  |
| Total längd: | Total längd:                | Total längd:                      | 17:37 |

| 1.           | Sail Away Sweet Sister              | May          | 3:33  |
| 2.           | The Miracle                         | Queen        | 4:57  |
| 3.           | Is This the World We Created...?    | Mercury/May  | 2:12  |
| 4.           | In the Lap of the Gods... Revisited | Mercury      | 3:46  |
| 5.           | Forever                             | May          | 3:21  |
| Total längd: | Total längd:                        | Total längd: | 17:49 |

| 1. | Let Me In Your Heart Again (William Orbit Mix) | May | 6:42 |

## Medverkande
- Freddie Mercury – sång, piano, keyboard, kompgitarr under "Crazy Little Thing Called Love"
- Brian May – akustisk och elgitarr, bakgrundssång, piano, keyboard, sång under "Long Away", "'39" and "Sail Away Sweet Sister", duettsång under "Las Palabras de Amor", "Who Wants to Live Forever" och "Mother Love", elbas under "Love Kills"
- Roger Taylor – trummor, bakgrundssång, keyboard, sång och kompgitarr under "Drowse"
- John Deacon – elbas, akustisk gitarr, keyboard, extra elgitarr under "Love Kills"
- Michael Jackson – duettsång under "There Must Be More to Life Than This", ursprunglig demo-producent
- Fred Mandel – piano under "Let Me in Your Heart Again"